# 1965년 뉴욕 영화 비평가 협회상
제31회 뉴욕 영화 비평가 협회상은 1965년 영화를 대상으로 하는 시상식이다.

## 수상 및 후보

### 작품상
- 달링

### 감독상
- 달링 - 존 슐레진저 수상

### 여우주연상
- 달링 - 줄리 크리스티 수상

### 남우주연상
- 바보들의 배 - 오스카 베르너 수상

### 외국영화상
- 영혼의 줄리에타